# Taiwan Isuzu Motors
Taiwan Isuzu Motors Co., Ltd.(台灣五十鈴汽車工業股份有限公司) war ein Automobil- und Nutzfahrzeughersteller in Taipeh, Taiwan und eine Tochtergesellschaft von Isuzu.

## Geschichte
Das Unternehmen wurde 1995 gegründet und war für Montage und Vertrieb von Automobilen und Nutzfahrzeugen verantwortlich.
Anfangs war Isuzu mit 51 % beteiligt, während das japanische Handelsunternehmen Itochu Corp. 19 % hielt und die taiwanesische Sanfu Motors Industrial Co. den verbleibenden Anteil von 30 % besaß. Als Prince Motors im Jahr 2006 eine Beteiligung an Taiwan Isuzu Motors von 50 % erwarb, sank der damalige Isuzu-Anteil dagegen auf 39,5 %, während die Itochu Corp ihren damaligen Anteil von 10,5 % beibehielt. Bereits zwei Jahre später veräußerte Prince Motors wieder 30 % seiner Beteiligung.
Das Unternehmen wurde zuletzt im Isuzu-Geschäftsbericht 2011 genannt.
Seit 2011 ist das Unternehmen Taipei Triangle Motors alleiniger Isuzu-Vertriebspartner in Taiwan.